# Gare d'Asnières-sur-Seine
Ne doit pas être confondu avec Gare d'Asnières-la-Giraud.
La gare d'Asnières-sur-Seine  est une gare ferroviaire française de la ligne de Paris-Saint-Lazare au Havre, située dans la commune d'Asnières-sur-Seine, dans le département des Hauts-de-Seine, en région Île-de-France.
Mise en service en 1838 et agrandie au cours du temps, c'est une gare de la Société nationale des chemins de fer français (SNCF) desservie par les trains de la ligne J et de la ligne L du Transilien (réseau Paris-Saint-Lazare). Elle se situe à une distance de 4,5 km de la gare de Paris-Saint-Lazare.

## Situation ferroviaire
Établie à proximité du centre-ville juste après la traversée de la Seine, à 37 mètres d'altitude, elle se situe au point kilométrique (PK) 4,516 des lignes suivantes :
- ligne de Paris-Saint-Lazare à Versailles-Rive-Droite (Groupe II) ;
- ligne de Paris-Saint-Lazare à Saint-Germain-en-Laye (Groupe III) ;
- ligne de Paris-Saint-Lazare à Ermont - Eaubonne (Groupe IV) ;
- ligne de Paris-Saint-Lazare au Havre (Groupe V) ;
- ligne de Paris-Saint-Lazare à Mantes-Station par Conflans-Sainte-Honorine (Groupe VI).

C'est une gare de bifurcation entre les lignes vers Versailles-Rive-Droite et vers Saint-Germain-en-Laye d'une part et les lignes vers Ermont-Eaubonne, vers Le Havre et vers Mantes par Conflans-Sainte-Honorine d'autre part.

## Histoire

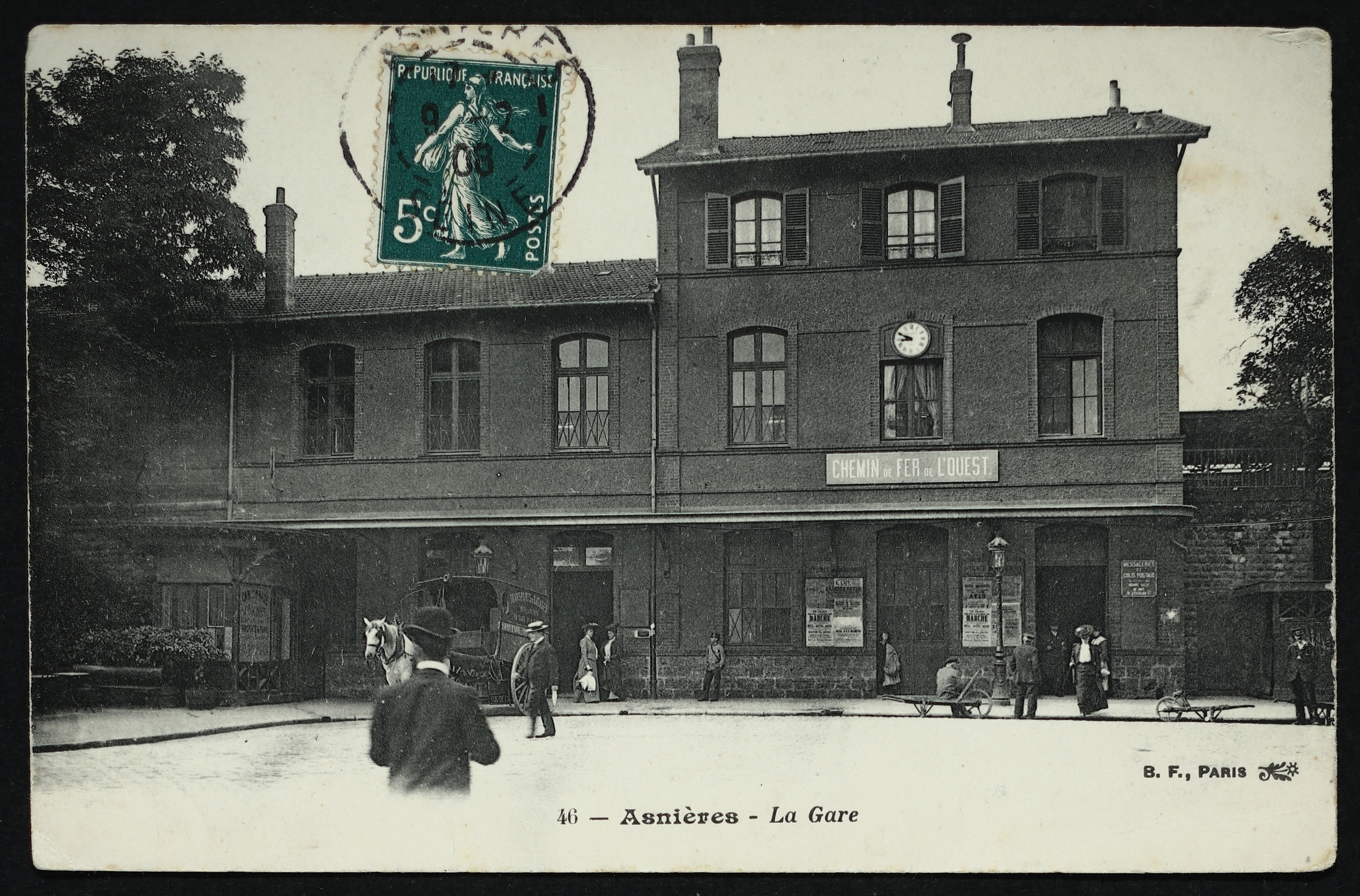
Le bâtiment voyageurs au début du XX.

La gare est ouverte à l'origine sur la ligne Paris - Saint-Germain-en-Laye, le 5 août 1838. En 1839, la ligne Paris-Saint-Lazare - Versailles-Rive-Droite est mise en service : Asnières devient une gare de bifurcation, avec l'aménagement de nouveaux quais sur cette ligne le 30 octobre 1840. La ligne d'Argenteuil est ouverte en 1851 (prolongée à Ermont-Eaubonne en 1863), créant alors une double bifurcation.
Pendant la Commune de Paris, en avril 1871, la gare est ravagée lors de combats entre Communards et Versaillais. Elle est anéantie par les canons de Courbevoie. Les réaménagements successifs entrainent de profondes modifications de la gare. La construction de deux voies supplémentaires en 1912-1913 permet d'affecter deux voies à la desserte de Versailles et deux autres à la desserte de Saint-Germain-en-Laye : elles provoquent d'importantes modifications du plan des voies. En 1927-1928, la réalisation de quatre nouvelles voies au nord provoque la destruction de la marquise et du quai du bâtiment des voyageurs. Celui-ci est reconstruit en 1963, puis déplacé à son emplacement d'origine en 1994,.
Le 20 septembre 1999, est inauguré en gare d'Asnières-sur-Seine le label Transilien, marque de SNCF Voyageurs et hérité des trains de banlieue. À cette occasion, sont présentés le nouveau mobilier, les Z 6400 ainsi que les différentes normes liées au label.

## Fréquentation
De 2015 à 2022, selon les estimations de la SNCF, la fréquentation annuelle de la gare s'élève aux nombres indiqués dans le tableau ci-dessous.
| Année     | 2015       | 2016       | 2017       | 2018       | 2019       | 2020      | 2021       | 2022       |
| --------- | ---------- | ---------- | ---------- | ---------- | ---------- | --------- | ---------- | ---------- |
| Voyageurs | 13 008 898 | 15 431 212 | 15 666 171 | 16 317 005 | 16 996 318 | 8 693 940 | 15 175 351 | 17 579 037 |

## La gare

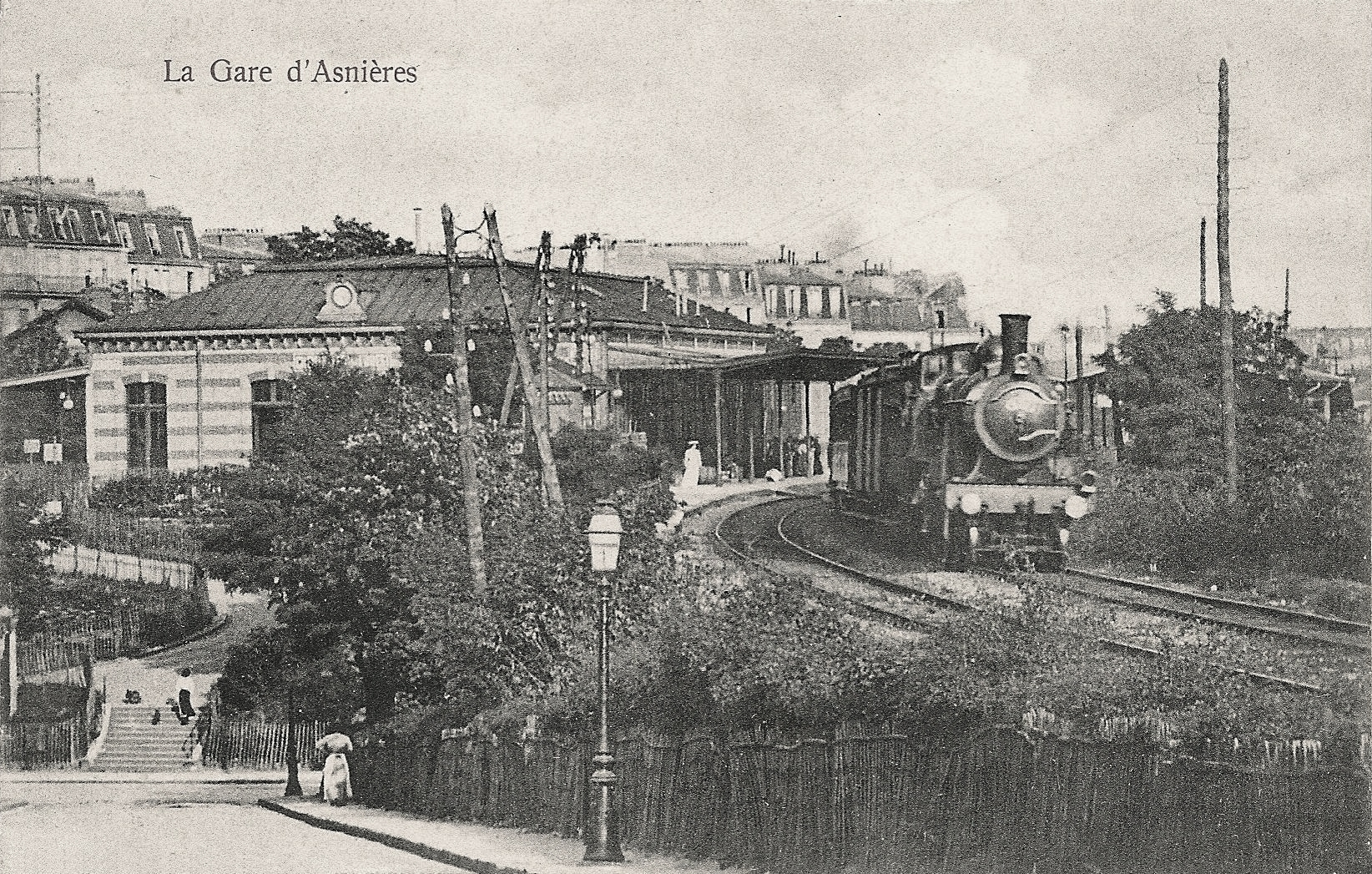
Au début du XXe siècle, passage d'un train en direction de Bécon-les-Bruyères sur la section de ligne encore à deux voies.

La gare s'est appelée Asnières jusqu'à sa rénovation Transilien le 20 septembre 1999.
Elle est desservie par les trains des lignes J et L du réseau Transilien Paris Saint-Lazare et se situe à 4,5 km de la gare de Paris-Saint-Lazare.
La gare est disposée ainsi :
- Le premier quai donne accès aux voies A et B, n'est pas utilisé en service normal (les voies sont parcourues par des trains sans arrêt).
- Une voie de passage qui sépare les deux premiers quais.
- Une voie de passage qui longe le deuxième quai, sans accès possible.
- Le second quai donne accès à la voie C :  ligne J, trains directs jusqu'à Paris Saint-Lazare (provenance Ermont-Eaubonne).
- Le troisième quai, sur la patte d'oie, donne accès à la voie D : ligne J direction Ermont-Eaubonne, et à la voie E : ligne L direction Saint-Lazare (provenance Nanterre / Cergy).
- Le quatrième quai donne accès à la voie F : ligne L direction Nanterre / Cergy, et à la voie G : direction Saint-Lazare (provenance Versailles Rive-Droite, et Saint-Nom-la-Bretèche, ces derniers sont sans arrêt en service normal).
- Le cinquième quai donne accès à la voie H : ligne L direction Versailles Rive-Droite (également parcourue par les trains direction Saint-Nom-la-Bretèche, sans arrêt en service normal).

## Pont
Le pont d'Asnières qui relie la gare à Paris en faisant la jonction entre Asnières-sur-Seine, Clichy et Levallois-Perret, est, avec dix voies, le pont ferroviaire le plus large d'Europe[réf. nécessaire].

## Desserte

### Ligne L
Elle est desservie par les trains de la ligne L du réseau Transilien Paris Saint-Lazare :
- ceux du groupe II, reliant Paris Saint-Lazare à Versailles Rive-Droite. La fréquence est d'un train toutes les quinze minutes aux heures creuses du lundi au dimanche, dix minutes aux heures de pointe du lundi au vendredi, trente minutes tous les jours en soirée.
- ceux du groupe III, reliant Paris-Saint-Lazare à Nanterre-Université (un sur deux sont prolongés à Cergy-le-Haut aux heures ouvrées en semaine, limités à Maisons-Laffitte le week-end). La fréquence est d'un train toutes les dix minutes aux heures creuses du lundi au dimanche, de douze trains par heure aux heures de pointe du lundi au vendredi et de quatre trains par heure tous les jours en soirée.

Nouvelle desserte par le groupe II. Dans le cadre de la refonte de la desserte du groupe II, pour le service annuel 2016, les trains de la branche de Versailles-Rive-Droite marquent un arrêt supplémentaire en gare d'Asnières-sur-Seine, dans les deux sens de circulation (Paris - Versailles et Versailles - Paris), aux heures creuses comme aux heures de pointe. Ce renforcement a permis de mieux desservir la commune d'Asnières-sur-Seine et d'améliorer l'accès au quartier d'affaires de la Défense.

### Ligne J
Sur la ligne J du même réseau, la gare est desservie par les trains du groupe IV reliant Paris-Saint-Lazare à Ermont - Eaubonne, à raison de six trains par heure aux heures de pointe et de quatre trains par heure aux heures creuses. En soirée, à partir de 23 h, la fréquence est identique à celle des heures creuses en journée, alternant un train pour Ermont - Eaubonne, avec un train du groupe VI, allant jusqu'à Conflans-Saint-Honorine.
En direction de Saint-Lazare, le cumul des trois dessertes offre 14 trains par heure aux heures creuses et 24 trains par heure aux heures de pointe, soit presque un train toutes les deux minutes. Le temps de parcours est de 5 minutes avec la ligne J et 7 minutes avec la ligne L. Pour atteindre La Défense (ligne L direction Versailles) le temps de parcours est de 5 minutes.

## Correspondances
La gare est desservie par les lignes 165, 238 et 277 du réseau de bus RATP et, la nuit, par la ligne N154 du réseau Noctilien.

## Divers

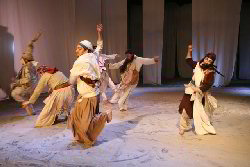
Représentation des Nomades, en 2009, au Théâtre du Voyageur.

### Un lieu de spectacle (2002-2012 et depuis 2016)
La gare d'Asnières est aussi un lieu de spectacle avec le « Théâtre du Voyageur », compagnie créée et dirigée depuis 1991 par Chantal Mélior, et qui a élu domicile sur le quai C de la gare, dans l'ancienne salle des pas perdus, en 2002. Répétitions, ateliers de formation et représentations dans un cadre associatif s'y sont succédé jusqu'à l'été 2012.
Une partie du bâtiment est devenue en 2014 un « Pôle information voyageurs d'Île-de-France (PIVIF) » de la SNCF. L'autre partie a été réaffectée à l'aménagement d'un théâtre, par la compagnie « Théâtre du Voyageur », au printemps 2015. Les travaux ont été engagés l'automne suivant, avec le soutien des collectivités locales (Ville, Conseil général, Conseil régional). Le théâtre a rouvert en mars 2016.

### La gare du Champ de Mars
L'ancien « embarcadère » du Champ-de-Mars édifiée par Juste Lisch pour l'exposition universelle de 1878 a été remontée près de la gare de Bois-Colombes en 1899 où il a servi de dépôt, puis de gare de voyageurs sous le nom de gare électrique de 1924 à 1939. Elle est parfois dénommée Gare des Carbonnets, du nom de la rue qui lui donnait accès, et est en très mauvais état.
Il est inscrit à l’inventaire supplémentaire des monuments historiques depuis le 13 août 1985.

## Galerie de photographies

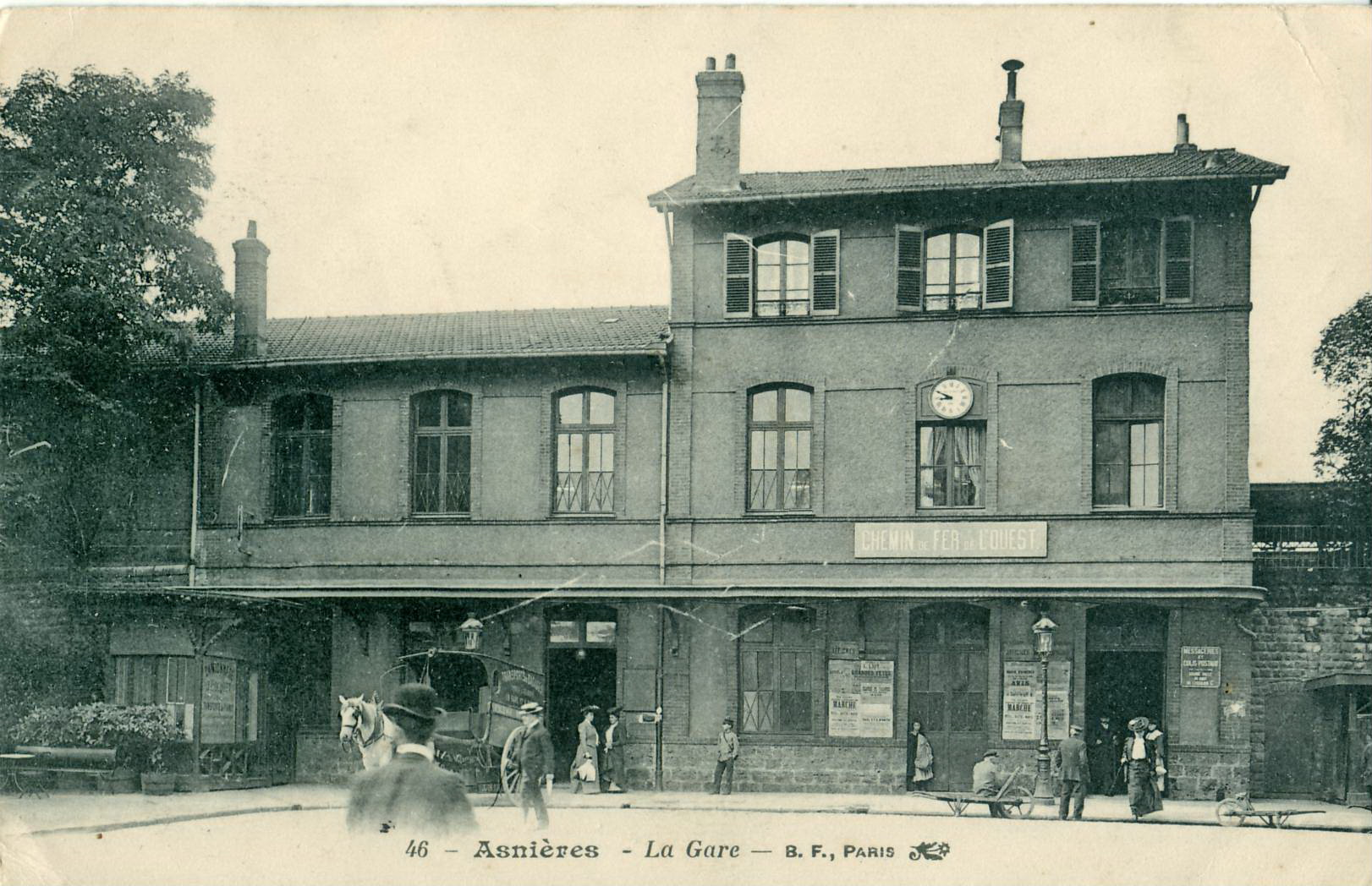
La gare vers 1914.
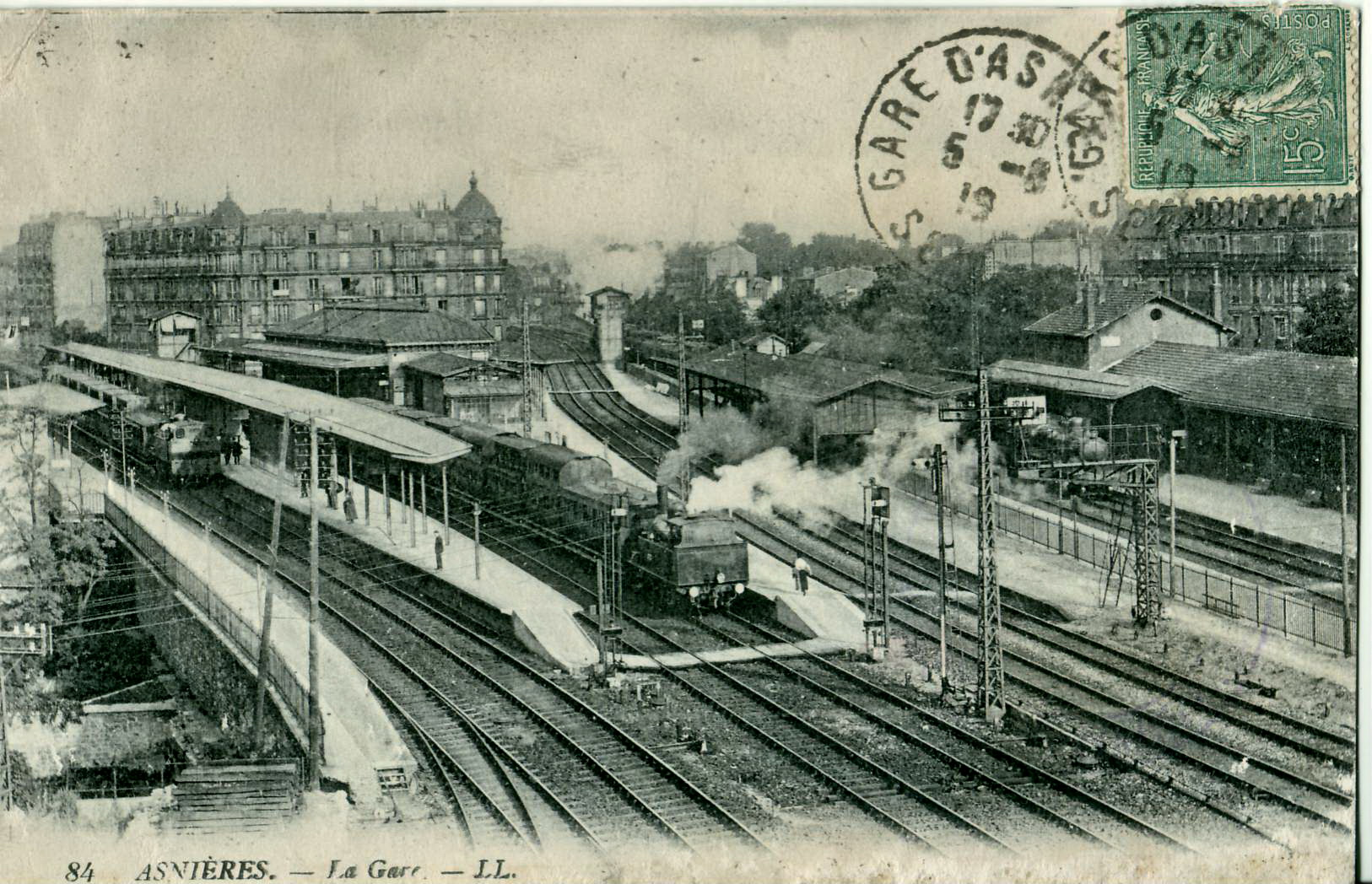
Les quais, dans les années 1920.
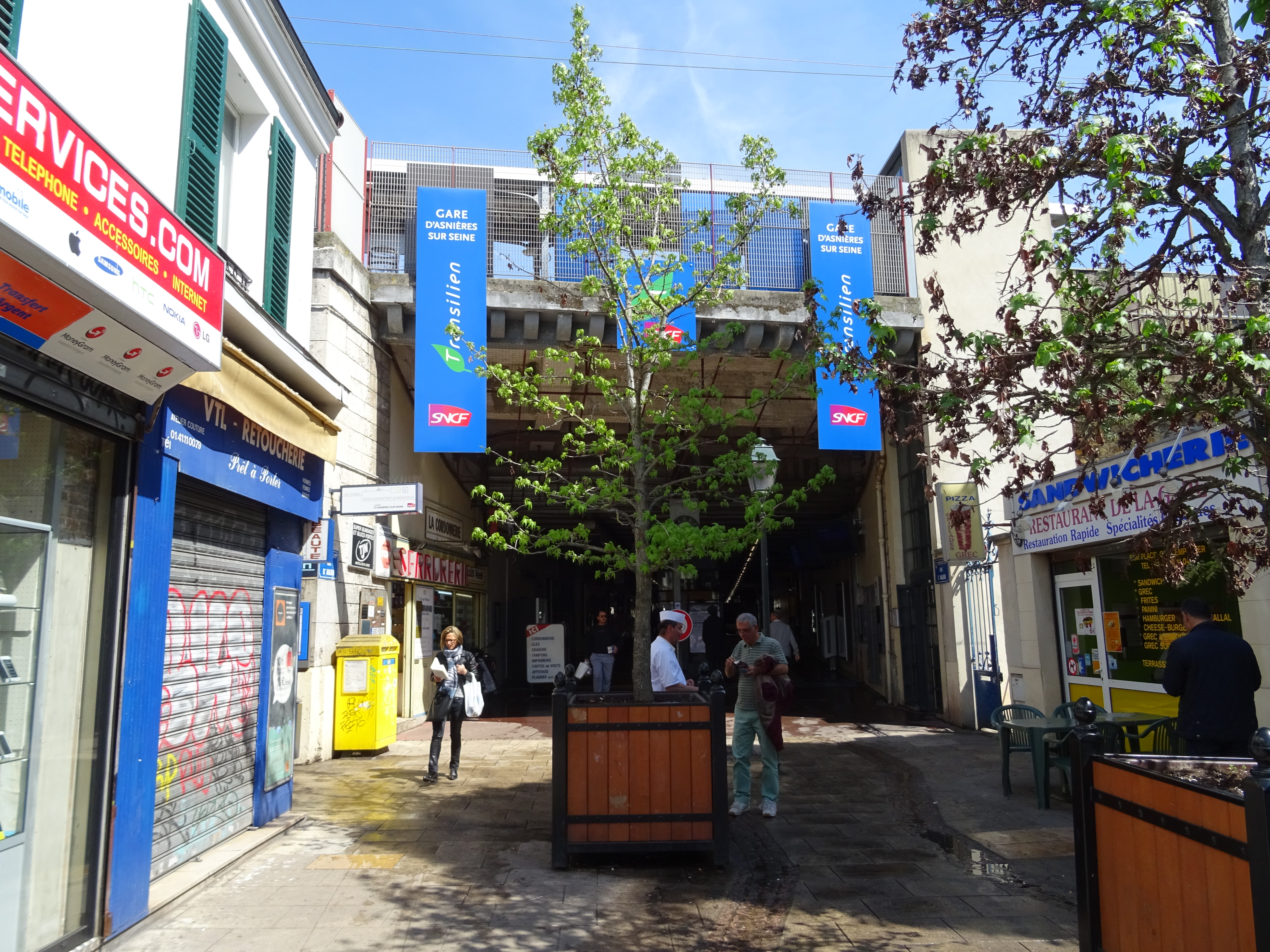
Entrée secondaire de la gare, rue d'Anjou.
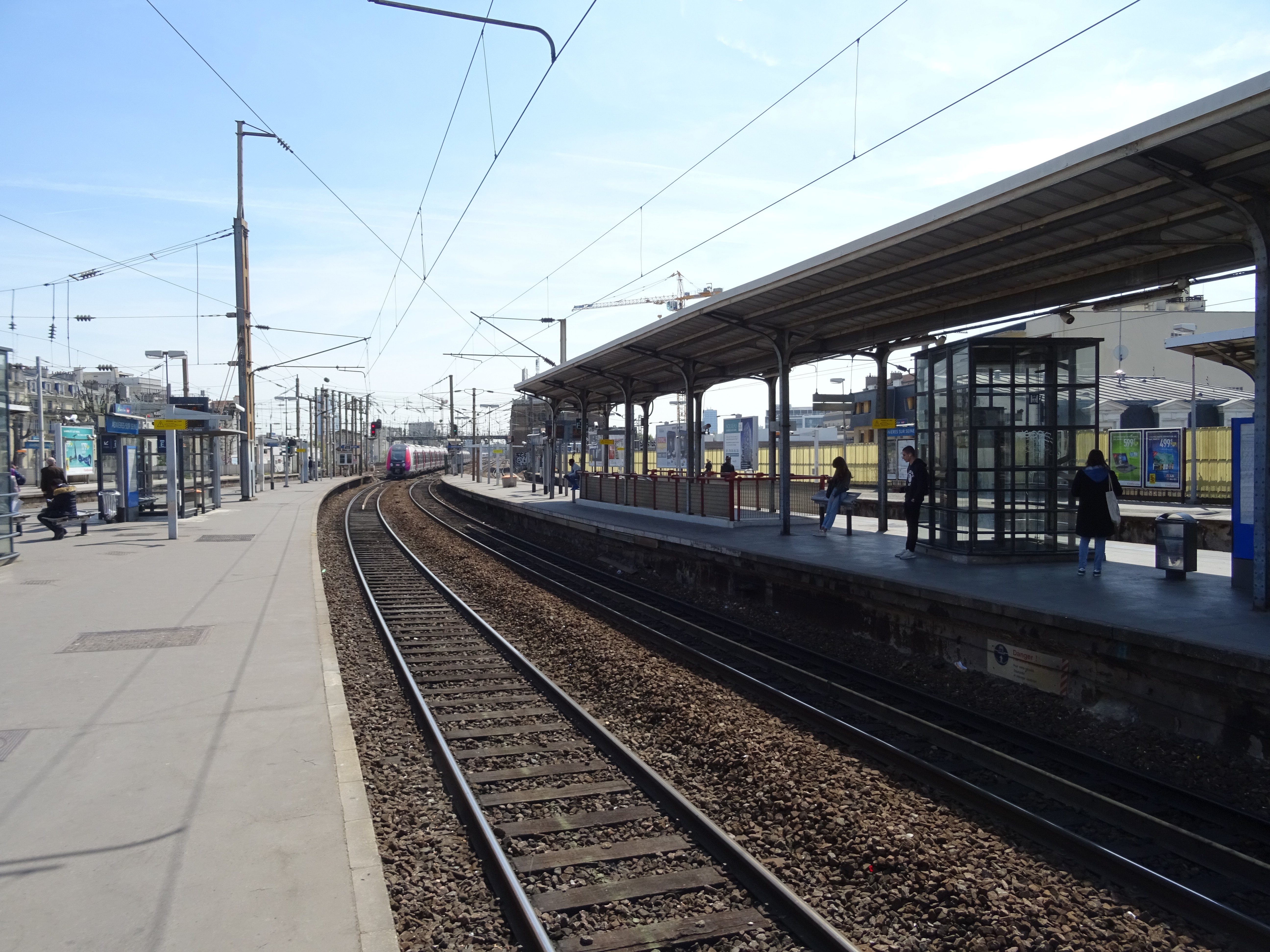
Les quais, en avril 2017.